# Najat Saliba
Pour les articles homonymes, voir Saliba.
Najat Aoun Saliba est une chimiste, professeure et femme politique libanaise spécialiste de la chimie analytique. Elle est directrice du Centre de conservation de la nature à l'Université américaine de Beyrouth.

## Biographie
En 1986, elle obtient son baccalauréat universitaire en sciences à l'Université libanaise. En 1994, elle obtient une maîtrise universitaire ès sciences à l'université d'État de Californie à Long Beach. En 1999, elle soutient sa thèse de doctorat à l'université du Sud de la Californie. Elle est directrice de recherche au Atmospheric and Analytical Lab à l'Université américaine de Beyrouth. Elle y étudie notamment les composés chimiques des cigarettes électroniques, des narguilés et des pipes à eau.

## Distinction et récompenses
- 2019 : Prix L'Oréal-Unesco pour les femmes et la science, « pour ses travaux pionniers dans l’identification d’agents cancérigènes et autres substances toxiques présentes dans l’air des pays du Moyen-Orient, et dans les nouveaux diffuseurs de nicotine et narguilés »[2],[3].
- La même année : elle est citée parmi les 100 femmes de la BBC[4].